# ACEDYR
ACEDYR, acrónimo de Asociación de clubes y entidades deportivas y recreativas, es una asociación sin ánimo de lucro de España que agrupa clubes deportivos, asociaciones, entidades recreativas, fundaciones y cualquier tipo de entidad sin ánimo de lucro que tenga entre su objeto social y razón de ser la práctica y el fomento de la actividad deportiva y recreativa entre sus asociados.

## Historia
Fue fundada en la primavera de 2000 por iniciativa de cuatro entidades: Club Natació Barcelona, Centro Natación Helios, Real Canoe Natación Club y Fundación Estadio Sociedad Deportiva. En mayo de 2001 se firma el Acta Fundacional y en septiembre se constituye la primera Junta Directiva.

## Miembros
| Entidad                                            | Sede                       | Comunidad autónoma   |
| -------------------------------------------------- | -------------------------- | -------------------- |
| Agrupación Deportiva San Juan                      | Pamplona                   | Navarra              |
| Asociación Club de Campo de Sevilla                | Sevilla                    | Andalucía            |
| Asociación Recreativa y Cultural Club Nazaret      | Jerez de la Frontera       | Andalucía            |
| Casino del Masnou                                  | Masnou                     | Cataluña             |
| Centro Asturiano de Oviedo                         | Oviedo                     | Asturias             |
| Centro Natación Helios                             | Zaragoza                   | Aragón               |
| Ciudad Deportiva Amaya                             | Pamplona                   | Navarra              |
| Club Atlético San Sebastián                        | San Sebastián              | País Vasco           |
| Club de Campo La Fresneda                          | Siero                      | Asturias             |
| Club de Campo de Ferrol                            | Ferrol                     | Galicia              |
| Club de Campo Villa de Madrid                      | Madrid                     | Comunidad de Madrid  |
| Club de Hielo Majadahonda                          | Majadahonda                | Comunidad de Madrid  |
| Club de Tenis de Málaga                            | Málaga                     | Andalucía            |
| Club de Tenis de Sabadell                          | Sabadell                   | Cataluña             |
| Club de Tenis La Moraleja                          | Alcobendas                 | Comunidad de Madrid  |
| Club Deportivo Bilbao                              | Bilbao                     | País Vasco           |
| Club Deportivo Brezo Osuna                         | Madrid                     | Comunidad de Madrid  |
| Club Deportivo Elemental El Valle                  | Madrid                     | Comunidad de Madrid  |
| Club Deportivo Martiartu                           | Erandio                    | País Vasco           |
| Club Deportivo Oberena                             | Pamplona                   | Navarra              |
| Club El Soto                                       | Burgos                     | País Vasco           |
| Club Esportiu Mediterrani                          | Barcelona                  | Cataluña             |
| Club Fluvial de Lugo                               | Lugo                       | Galicia              |
| Club Fluvial de Monforte                           | Monforte de Lemos          | Galicia              |
| Club Hípico Astur                                  | Gijón                      | Asturias             |
| Club Internacional de Tenis                        | Majadahonda                | Comunidad de Madrid  |
| Club Las Encinas de Boadilla                       | Boadilla del Monte         | Comunidad de Madrid  |
| Club Monteverde                                    | Toledo                     | Castilla-La Mancha   |
| Club Natació Catalunya                             | Barcelona                  | Cataluña             |
| Club Natació Rubí                                  | Rubí                       | Cataluña             |
| Club Natació Sabadell                              | Sabadell                   | Cataluña             |
| Club Natación Santa Olaya                          | Gijón                      | Asturias             |
| Club Natación Almería                              | Almería                    | Andalucía            |
| Club Natación Caballa                              | Ceuta                      | Ceuta                |
| Club Natación Madrid Moscardó                      | Madrid                     | Comunidad de Madrid  |
| Club Natación Metropole                            | Las Palmas de Gran Canaria | Canarias             |
| Club Natación Palma de Mallorca                    | Palma de Mallorca          | Islas Baleares       |
| Club Natación Pamplona                             | Pamplona                   | Navarra              |
| Club Tenis Chamartin                               | Madrid                     | Comunidad de Madrid  |
| Estadio Miralbueno El Olivar                       | Zaragoza                   | Aragón               |
| Fundación Estadio Sociedad Deportiva               | Vitoria                    | País Vasco           |
| Real Club Astur de Regatas                         | Gijón                      | Asturias             |
| Real Club de Golf de Castiello                     | Gijón                      | Asturias             |
| Real Club de Tenis de Avilés                       | Avilés                     | Asturias             |
| Real Club de Tenis de Gijón                        | Gijón                      | Asturias             |
| Real Club de Tenis de Oviedo                       | Oviedo                     | Asturias             |
| Real Club El Candado                               | Málaga                     | Andalucía            |
| Real Grupo de Cultura Covadonga                    | Gijón                      | Asturias             |
| Real Sociedad de Tenis de Granada                  | Granada                    | Andalucía            |
| Real Zaragoza Club de Tenis                        | Zaragoza                   | Aragón               |
| Sociedad Deportiva Recreativa Gastronómica Tajonar | Tajonar                    | Navarra              |
| Sociedad Deportiva Tiro de Pichón                  | Zaragoza                   | Aragón               |
| Sociedad Deportiva Recreativa Arenas               | Tudela                     | Navarra              |
| Santa Bárbara Club de Campo                        | Rocafort                   | Comunidad Valenciana |
| Señorío de Zuasti Golf Club                        | Erice                      | Navarra              |
| Sociedad Deportivo Cultural Echavacoiz             | Pamplona                   | Navarra              |
| Sociedad Cultural Deportivo Recreativa Anaitasuna  | Pamplona                   | Navarra              |
| Sociedad Deportivo Cultural Echavacoiz             | Pamplona                   | Navarra              |
| Stadium Casablanca                                 | Zaragoza                   | Aragón               |
| Unión Deportiva Cultural Chantrea                  | Pamplona                   | Navarra              |
| Union Deportiva y Cultural Rochapea                | Pamplona                   | Navarra              |